# 横須賀市立大矢部中学校
横須賀市立大矢部中学校（よこすかしりつ おおやべちゅうがっこう）とは、神奈川県横須賀市森崎にある市立中学校。

## 沿革
- 1984年（昭和59年）
  - 4月1日 - 横須賀市立公郷中学校から分離、開校。
  - 6月6日 - 開校式が行われる。この日を開校記念日とした。

## 部活動

### 運動部
- 男子バレーボール部
- 女子バレーボール部
- 男子バスケットボール部
- 女子バスケットボール部
- 野球部
- サッカー部
- 卓球部
- 柔道部
- 男子ソフトテニス部
- 女子ソフトテニス部
- 駅伝部（期間限定のみ召集）

### 文化部
- 吹奏楽部
- 演劇部
- 科学部
- 美術部

## 通学区域
2014年度は以下の通りである。
- 小矢部3丁目6番16号～36号、7番、8番1号～12号、1,277番～1,279番、1,283番、1,284番、1,293番、4丁目1,211番～1,235番
- 衣笠町
- 大矢部
- 森崎2丁目17番、22番～26番、3丁目、4丁目（35番を除く）、5丁目、6丁目

また、小矢部3丁目4番、5番、6番（16～36号を除く）は横須賀市立衣笠中学校の通学区域であるが、通うことができる。

## 進学前小学校
- 横須賀市立衣笠小学校 - 小矢部3丁目6番16号～36号、7番、8番1号～12号、1,277番～1,279番、1,283番、1,284番、1,293番、4丁目1,211番～1,235番、衣笠町
- 横須賀市立大矢部小学校 - 大矢部
- 横須賀市立森崎小学校 - 森崎2丁目17番、22番～26番、3丁目、4丁目（35番を除く）、5丁目、6丁目

また、公立学校選択制により、以下の学校からも進学できる。
- 横須賀市立公郷小学校
- 横須賀市立森崎小学校 - 公郷中学校が通学区域の地域
- 横須賀市立池上小学校
- 横須賀市立城北小学校
- 横須賀市立衣笠小学校 - 衣笠中学校が通学区域の地域のみ
- 横須賀市立岩戸小学校
- 横須賀市立粟田小学校 - 岩戸中学校が通学区域の地域のみ
- 横須賀市立大矢部小学校 - 久里浜中学校が通学区域の地域
- 横須賀市立大塚台小学校 - 久里浜中学校が通学区域の地域のみ
- 横須賀市立久里浜小学校 - 久里浜中学校が通学区域の地域のみ
- 横須賀市立明浜小学校 - 久里浜中学校が通学区域の地域のみ
- 横須賀市立神明小学校 - 久里浜中学校が通学区域の地域のみ
- 横須賀市立富士見小学校
- 横須賀市立武山小学校
- 横須賀市立荻野小学校
- 横須賀市立大楠小学校

## 交通
- 京浜急行バス
  - 森崎五丁目バス停より徒歩3分
  - 井戸店バス停より徒歩7分

## 著名な出身者
- 窪塚俊介 - 俳優
- 窪塚洋介 - 俳優
- RUEED - レゲエミュージシャン